# Jerzy Derfel
Jerzy Derfel (ur. 9 stycznia 1941 w Lidzie) – polski pianista, kompozytor i dyrygent.

## Życiorys
Jest absolwentem Podstawowej Szkoły Muzycznej i Liceum Muzycznego w klasie fortepianu w Sopocie oraz Państwowej Wyższej Szkoły Muzycznej w Warszawie, gdzie studiował grę fortepianową u Ryszarda Baksta. Podczas nauki w szkole średniej w 1958 r. założył zespół Flamingo, wykonujący jazz tradycyjny; grał w nim na kornecie do 1962 r. Zespół ten wystąpił m.in. na Jazz Jamboree'61 w Warszawie. Współpracował wtedy także z „Teatrzykiem Rąk Co To” (występy m.in. w krajach Beneluksu i Skandynawii). Od 1962 r. mieszkał w Warszawie, gdzie podczas studiów nawiązał współpracę z Maciejem Małeckim. Stworzyli wspólnie duet fortepianowy wykonujący muzykę poważną. Współpracował również z teatrem STS oraz ze studentami Ludwika Sempolińskiego.
Po ukończeniu studiów działał głównie jako kompozytor i akompaniator. Oprócz Wojciecha Młynarskiego współpracował z artystami takimi jak: Ewa Dałkowska, Halina Kunicka, Alicja Majewska, Jerzy Połomski, Danuta Rinn, Rena Rolska, Irena Santor, Teresa Tutinas, Mieczysław Wojnicki. Napisał ponad 200 piosenek do tekstów wielu autorów, m.in. takich, jak: Ireneusz Iredyński, Jonasz Kofta, Wojciech Młynarski, Agnieszka Osiecka, Jeremi Przybora. Tworzył także dla potrzeb teatru, filmu, telewizji.
Skomponował też Małą Mszę Radosną d-moll.

## Odznaczenia
- 2004 – Krzyż Oficerski Orderu Odrodzenia Polski[2]
- 2012 – Srebrny Medal „Zasłużony Kulturze Gloria Artis”[3]

## Najważniejsze piosenki
- Absolutnie (serial telewizyjny Droga sł: i wyk. Wojciech Młynarski)
- Bywają takie dni (sł. Ireneusz Iredyński, wyk. Alicja Majewska)
- Jeśli kocha cię ktoś (sł. Wojciech Młynarski, wyk. Alicja Majewska)
- Uchroń mnie, Panie (sł. Ernest Bryll, wyk. Halina Kunicka)
- Lulejże mi, lulej (sł. Stanisław Tym, wyk. Ewa Bem)
- Co się stało z moją klasą (sł. Ernest Bryll, wyk. Halina Kunicka)
- Spóźniłam się na mój ślub (sł. Wojciech Młynarski wyk Halina Kunicka)
- Towarzystwo przyjaźni męża z żoną (sł. Wojciech Młynarski, wyk. Halina Kunicka)
- Truskawki w Milanówku (sł. Wojciech Młynarski, wyk. Joanna Trzepiecińska)
- Moje ulubione drzewo (sł. i wyk. Wojciech Młynarski)
- Dzieci Kolumba (sł. i wyk. Wojciech Młynarski)
- Ballada o przyszłości chirurgii (sł. i wyk. Wojciech Młynarski)
- Gruz do wywózki (sł. i wyk. Wojciech Młynarski)
- Wszędzie jest dobrze, tam gdzie nas nie ma (sł. i wyk. Wojciech Młynarski)
- O tych, co się za pewnie poczuli (sł. i wyk. Wojciech Młynarski)
- Bardzo smutna kolęda (sł. Magda Czapińska, wyk. Magda Umer)
- Żurek (sł. i wyk. Wojciech Młynarski)
- Zagrać siebie (sł. Wojciech Młynarski, wyk. Artur Barciś)
- Ach, z tym by mi było prześlicznie (sł. Wojciech Młynarski, wyk. Halina Kunicka)
- Ballada o przeszkoleniu kamerzystów (sł. i wyk. Wojciech Młynarski)
- Czas małżeńskiej niepogody (sł. Wojciech Młynarski, wyk. Halina Kunicka)
- Piosenka tonącego (sł. i wyk. Wojciech Młynarski)
- Siedzę w oknie, patrzę w dal (sł. i wyk. Wojciech Młynarski)
- Czterdzieści cztery na wcześniej (sł. i wyk. Wojciech Młynarski)
- Maraton Sopot – Puck (sł. i wyk. Wojciech Młynarski)
- Co ma zrobić taki frajer (sł. i wyk. Wojciech Młynarski)
- Dwanaście godzin z życia kobiety (sł. Wojciech Młynarski, wyk. Halina Kunicka)
- Oj rzucić to wszystko! (sł. Wojciech Młynarski, wyk. Halina Kunicka)
- Dobranoc panu, panie Bzowski (sł. i wyk. Wojciech Młynarski)

## Filmografia
- Kocham Klarę (2001) – muzyka
- Rozmowy przy wycinaniu lasu (1998) – muzyka
- Druga strona słońca (1986) – muzyka i dyrygent
- 5 dni z życia emeryta (1984) – muzyka i dyrygent
- Tajemnica starego ogrodu (1983) – muzyka i dyrygent
- Adopcja (1983) – muzyka i dyrygent
- Miś (1981) – muzyka i dyrygent
- Wielki podryw (1978) – muzyka i dyrygent
- Bez znieczulenia (1978) – muzyka i dyrygent
- Co mi zrobisz, jak mnie złapiesz? (1978) – muzyka i dyrygent
- Napad pod choinką (1973) – muzyka i dyrygent
- Droga (1973) – muzyka

Wystąpił także w filmie Miś (1981) w roli dyrygenta oraz w serialu dokumentalnym Gwiazdy tamtych lat (1993–1994).